# Alexander von Stahl
Alexander von Stahl (* 10. Juni 1938 in Berlin) ist ein deutscher Jurist und ehemaliger Politiker (FDP). Von Mai 1975 bis Februar 1989 war er Staatssekretär der Berliner Senatsverwaltung für Justiz, von Juni 1990 bis Juli 1993 Generalbundesanwalt.

## Leben

### Jugend und Studium

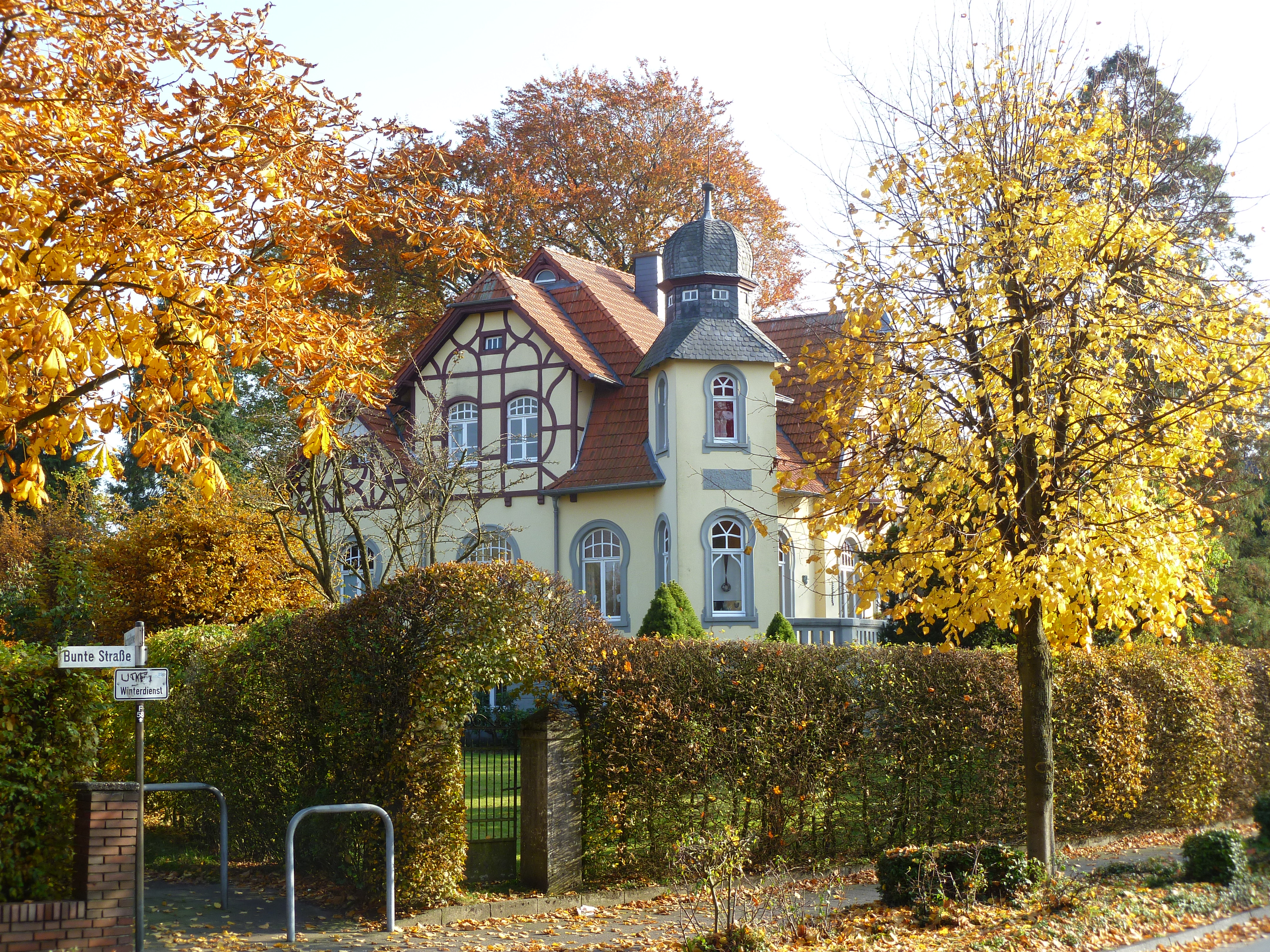
Elternhaus in Hopsten

Alexander von Stahl wuchs in Hopsten in Westfalen auf, legte das Abitur in Ibbenbüren ab und studierte Rechtswissenschaft in München und Münster. 1961 bestand er das erste juristische Staatsexamen. 1967 wechselte er nach Berlin und wurde Beamter in der Senatsverwaltung für Inneres.

### FDP-Politiker
1961 trat von Stahl in Nordrhein-Westfalen der FDP bei, ab 1967 gehörte er dem FDP-Landesverband Berlin an. Von 1968 bis 1990 war er Delegierter des Berliner FDP-Landesausschusses, 1989 bis 1990 war er Mitglied des FDP-Landesvorstandes. Von 1970 bis 1975 war er Geschäftsführer der FDP-Fraktion im Abgeordnetenhaus von Berlin.
1979 gründete  von Stahl gemeinsam mit Hermann Oxfort die Liberale Gesellschaft, die sich eine rechtsliberale Erneuerung der FDP zum Ziel setzte. In den 1990er Jahren versuchte er mit Klaus Rainer Röhl, die nationalliberale Tradition der Partei wiederzubeleben. Mit Achim Rohde und Heiner Kappel gründete er 1995 die Liberale Offensive in der FDP.
1996 und 1998 kandidierte von Stahl erfolglos als Berliner FDP-Landesvorsitzender. Er unterlag knapp dem Gegenkandidaten Martin Matz. Im gleichen Jahr bewarb er sich als Direktkandidat im Bundestags-Wahlkreis Spandau.

### Staatssekretär
Senator und Bürgermeister Hermann Oxfort berief von Stahl im Mai 1975 zum Staatssekretär in der Berliner Justizverwaltung. Er blieb auch nach dem Rücktritt Oxforts im Juli 1976 im Amt, diente unter den Senatoren Jürgen Baumann (FDP), Gerhard Moritz Meyer (FDP) und Rupert Scholz (CDU). Als er am 9. September 1987 im Abgeordnetenhaus-Ausschuss die Zahl von Vergewaltigungsopfern in einem Strafprozess mit „acht Stück“ bezifferte, musste die Sitzung aufgrund  einhelliger Empörung von Abgeordneten und Zuhörern über die Wortwahl vorzeitig beendet werden. Im Februar 1989 versetzte ihn der rot-grüne Senat unter dem Regierenden Bürgermeister Walter Momper in den einstweiligen Ruhestand.

### Generalbundesanwalt
Auf Betreiben des FDP-Vorsitzenden Otto Graf Lambsdorff wurde  Alexander von Stahl von CDU und FDP zum Generalbundesanwalt vorgeschlagen und am 1. Juni 1990 berufen. Kurt Rebmann, sein Vorgänger seit dem 1. Juli 1977, ging in den Ruhestand. Von Stahls Amtszeit war von der Strafverfolgung früherer Agenten des DDR-Ministeriums für Staatssicherheit und der Bekämpfung terroristischer Vereinigungen wie der Rote Armee Fraktion (RAF) und insbesondere der Arbeiterpartei Kurdistans (PKK) geprägt.
Am 6. Juli 1993 versetzte Justizministerin Sabine Leutheusser-Schnarrenberger (FDP) von Stahl in den einstweiligen Ruhestand. Anlass war ein vom Bundeskriminalamt geleiteter GSG-9-Einsatz in Bad Kleinen am 27. Juni 1993, bei dem der RAF-Terrorist Wolfgang Grams Suizid beging, nachdem er den GSG-9-Beamten Michael Newrzella durch einen Schuss tödlich verletzt hatte. Als bedingt durch die fehlerhafte Berichterstattung von „Monitor“ und „Spiegel“ der Verdacht aufkam, Grams sei aus Rache von den Kollegen des getöteten Polizisten vorsätzlich erschossen worden, trat Innenminister Rudolf Seiters (CDU) zurück. Von Stahl wurde für die Informationspolitik seiner Behörde verantwortlich gemacht. Er selbst habe mehrere einander widersprechende Erklärungen zu dem Fall abgegeben. Später wurden die Tathergänge von Bad Kleinen von einer Zivilkammer des Landgerichtes Bonn als nicht aufklärbar bezeichnet. Im Zuge der Aufarbeitung dieses Falles verteidigte der Personalratsvorsitzende der Bundesanwaltschaft von Stahl und forderte seine Rehabilitierung. Grund seiner Entlassung seien keineswegs fehlerhafte Presseerklärungen gewesen, sondern das Nichtbefolgen eines  „Maulkorb-Erlasses“ von Bundesjustizministerin Leutheusser-Schnarrenberger. Von Stahl war mit seiner Ministerin bereits im Zusammenhang mit dem Mykonos-Attentat aneinandergeraten. Stahls Nachfolger als Generalbundesanwalt wurde Kay Nehm.
Die im Rahmen der durch den Fälschungsskandal um Claas Relotius erfolgte Aufarbeitung alter Spiegelartikel ergab laut der Welt, dass der „Spiegel“ mit der Berichterstattung über die Abläufe in Bad Kleinen auf Basis einer mangelhaft geprüften und falschen Aussage einen journalistischen Fehler begangen habe.

### Anwaltstätigkeit
Nach der Versetzung in den Ruhestand zog von Stahl sich aus der Parteipolitik zurück und betätigte sich als Rechtsanwalt und Strafverteidiger, spezialisiert auf das Wirtschafts- und Steuerstrafrecht.
2015 gründete Alexander von Stahl zusammen mit Oliver Klein eine eigene Anwaltskanzlei.

#### Verfassungsbeschwerde für die Junge Freiheit
Details siehe Junge-Freiheit-Urteil
Im Rahmen seiner anwaltlichen Tätigkeit übernahm Alexander von Stahl die juristische Vertretung der Berliner Wochenzeitung Junge Freiheit bei ihrer Verfassungsbeschwerde wegen der Erwähnung des Blattes im Verfassungsschutzbericht des Landes Nordrhein-Westfalen und der Behauptung, es lägen „tatsächliche Anhaltspunkte für den Verdacht des Rechtsextremismus“ bei der Zeitung vor. In dem Urteil vom 24. Mai 2005 hob das Bundesverfassungsgericht die Urteile der Vorinstanzen auf, da sowohl das Verwaltungsgericht Düsseldorf als auch das Oberverwaltungsgericht Münster den grundrechtswidrigen Eingriff in die Pressefreiheit durch behördliche Verdachtsveröffentlichungen nicht ausreichend gewürdigt hätten. Die teils jahrelangen Streitigkeiten endeten 2006 durch einen Vergleich. 2006 unterzeichnete von Stahl den von der Jungen Freiheit initiierten „Appell für die Pressefreiheit“ gegen den Ausschluss der Jungen Freiheit von der Leipziger Buchmesse.

### Sonstiges
Von Stahl lebt in Ettlingen und ist Mitglied der katholischen Studentenverbindung A.V. Zollern Münster im CV. Weiterhin war er Aufsichtsratsmitglied der myTV Internet-Fernsehen AG des Unternehmensberaters Frank Didszuleit.
Von Stahl war unter anderem Referent im Institut für Staatspolitik.

## Veröffentlichungen
- Terrorismus und Spionage. Einschätzungen des Generalbundesanwalts. Übersee-Club, Hamburg 1991.
- Das Erbe des Ministeriums für Staatssicherheit (MfS). Hochschule für Verwaltungswissenschaften Speyer, Speyer 1993.
- Kampf um die Pressefreiheit. Chronologie eines Skandals. Die Verfassungsbeschwerde der Wochenzeitung 'Junge Freiheit' wegen Verletzung der Meinungs- und Pressefreiheit durch Verfassungsschutzberichte des Landes NRW. Reihe Dokumentation, Bde. 5–7, Edition JF, Berlin 2003–2004: ISBN 3-929886-15-4, ISBN 3-929886-17-0, ISBN 3-929886-18-9